# North Lakeport (Californie)
North Lakeport est une census-designated place du comté de Lake, dans l'État de Californie, aux États-Unis,. En 2020, elle compte une population de 3 547 habitants.